# Deutsche Digitale Bibliothek
Die Deutsche Digitale Bibliothek (DDB) ist eine virtuelle Bibliothek, die 30.000 deutsche Kultur- und Wissenschaftseinrichtungen vernetzen und über eine gemeinsame Plattform öffentlich zugänglich machen soll. Die Nutzung verlinkter Digitalisate bei den Partnerbibliotheken ist dort häufig anmeldepflichtig und der Zugriff kann mit erheblichen Kosten verbunden sein. Eine Beta-Version des Portals mit nach eigenen Angaben ca. 5,6 Millionen Objekten ging am 28. November 2012 online, die erste Vollversion wurde am 31. März 2014 freigeschaltet. Die DDB ist auf europäischer Ebene in die Europeana integriert worden.

## Geschichte
Die Errichtung der DDB geht auf einen Beschluss der Bundesregierung vom 2. Dezember 2009 zurück. Der Aufbau sollte zunächst mit 5 Millionen Euro aus dem Konjunkturpaket II bis 2011 finanziert werden, bevor die Förderung bis Ende 2010 auf insgesamt 8 Millionen erhöht wurde. Seit 2011 beteiligen sich Bund und Länder je zur Hälfte an den Kosten von bis zu 2,6 Millionen Euro jährlich.
Der technische Aufbau der Deutschen Digitalen Bibliothek wurde koordinierend an das Fraunhofer-Institut für Intelligente Analyse- und Informationssysteme (IAIS) vergeben, das mit Partnern das Konzept und die Umsetzung durchführen soll. Im IAIS wird innerhalb des Theseus-Programms bereits an Suchwerkzeugen geforscht. Zusammen mit der Virtual Identity AG wurde die Aufgabenliste definiert und seit 2011 mit der Konzeptions- und Umsetzungsphase begonnen. Die technische Gesamtleitung in der Phase bis zur Onlinestellung des Projektes hatte Kai Stalmann. Seit Oktober 2011 bestand zunächst ein Testzugang für Kultur- und Wissenschaftseinrichtungen. Die offizielle Freischaltung der Beta-Version für die Allgemeinheit erfolgte am 28. November 2012 im Rahmen einer Pressekonferenz im Alten Museum in Berlin. Matthias Harbort, Referatsleiter beim Beauftragten der Bundesregierung für Kultur und Medien, sprach von einem „Jahrhundertwerk“, an dem künftig alle Bürger mitwirken sollten. In dieser Testphase für das geplante „Zugangsportal zu Kultur und Wissen“ bot die DDB zunächst Zugriff auf etwa 5,6 Millionen Datensätze. Sie stammen aus rund 90 Kultur- und Wissenschaftseinrichtungen wie Museen, Archiven oder Bibliotheken. Es ist vorgesehen, dass sich insgesamt bis zu 30.000 Einrichtungen an dem Netzwerk beteiligen.
Als Ende März 2014 die erste Vollversion der Deutschen Digitalen Bibliothek veröffentlicht wurde, kooperierten etwa 2100 Einrichtungen mit der DDB. Im Juni 2015 gaben die DDB und das Konsortium für Bibliotheken, Archive und Museen (BAM) in einer gemeinsamen Presseerklärung bekannt, dass das BAM-Portal geschlossen und die Daten – auf Wunsch – in die DDB überführt werden können. Der technische Betrieb der DDB erfolgt durch das FIZ Karlsruhe.
Am 24. September 2014 wurde das Archivportal-D freigeschaltet, das einen spartenspezifischen Zugang zu den Daten der Deutschen Digitalen Bibliothek bietet und als zentrales Nachweissystem für die Bestände deutscher Archive konzipiert ist.
Das Deutsche Zeitungsportal mit Zugang zu 247 historischen Zeitungstiteln, deren Ausgaben im Zeitraum 1651 bis 1950 erschienen (davon rund 85 % durchsuchbar), wurde Ende Oktober 2021 freigeschaltet.

## Ziele
In der Bibliothek sollen Kopien von Büchern, Werken der bildenden Kunst, Noten, Musik und Filmen allen Bürgern angeboten werden. Die Einrichtung soll – in bewusstem Wettbewerb zu Google – den Zugang zu Kulturgut bieten, wobei „die digitale Verfügungsgewalt über das … kulturelle Erbe in öffentlicher Verantwortung bleiben“ soll. Neben der Bereitstellung ist als Ziel explizit der Schutz von nationalen Kulturgütern vor Katastrophen wie dem Einsturz des Kölner Stadtarchivs oder dem Brand der Herzogin Anna Amalia Bibliothek in Weimar genannt.
In von Autoren, Verlagen und Verwertern über die DDB (einschließlich Europeana) angebotenen Werken sollen Konsumenten über das Projekt libreka die Möglichkeit zur Volltextsuche und zum Kauf erhalten. Als Alternative zu Google Books sieht das Konzept für die DDB für die Anbieter ausdrücklich auch die Wahrung von Urheber- und Verwertungsrechten „zu einem angemessenen Preis“ vor. Uneingeschränkte Exklusivrechte sollen die Anbieter nur erhalten, wenn sie „ihre Rechte gegenüber Google aktiv wahren“, beispielsweise über den Börsenverein des Deutschen Buchhandels oder die Verwertungsgesellschaft Wort.
An der World Digital Library, einem Projekt der US-Nationalbibliothek Library of Congress und der UNESCO, haben Ende April 2009 deutsche, österreichische und Schweizer Institutionen Objekte angemeldet, und inzwischen sind einige Einrichtungen als Projektpartner beteiligt, so die Österreichische Nationalbibliothek, die Bayerische Staatsbibliothek, die Staatsbibliothek zu Berlin, die Universitätsbibliothek Heidelberg sowie die Sächsische Landesbibliothek – Staats- und Universitätsbibliothek Dresden.

## Gremien
Vorstandssprecher der DDB war 2011 der Präsident der Stiftung Preußischer Kulturbesitz, Hermann Parzinger.